# Pałac w Konarach
Pałac w Konarach (niem. Schloss Kunern) – zabytkowy pałac w Konarach – wsi w Polsce w województwie dolnośląskim, w powiecie strzelińskim, w gminie Przeworno.

## Historia
W 1737 r. wieś w była w posiadaniu Paula Maximiliana von Gaffrona i jego żony Juliane Elisabeth von Lohenstein. Pałac wybudowany został w latach 1744–1756. W 1783 r. właścicielem wsi był starosta królewski Ernst Christian Gottlieb von Gaffron. W latach 1825-40 posiadaczem był baron Hermann von Gaffron, dyrektor Śląskiego Instytutu Kredytowego. Rodzina von Gaffron była również właścicielem obiektów w pobliskich Sarbach i Stanicy. Nad głównym wejściem, pod balkonem wspartym na dwóch kolumnach doryckich, znajduje się kartusz z herbami rodzin von Gaffron (od lewej) i von Lohenstein (po prawej). Obiekt jest częścią zespołu pałacowego, w skład którego wchodzą jeszcze: park i spichrz z 1763 r.

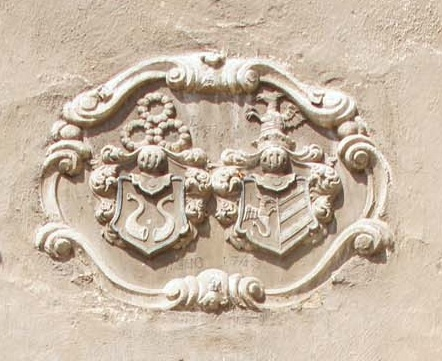
Herby nad wejściem
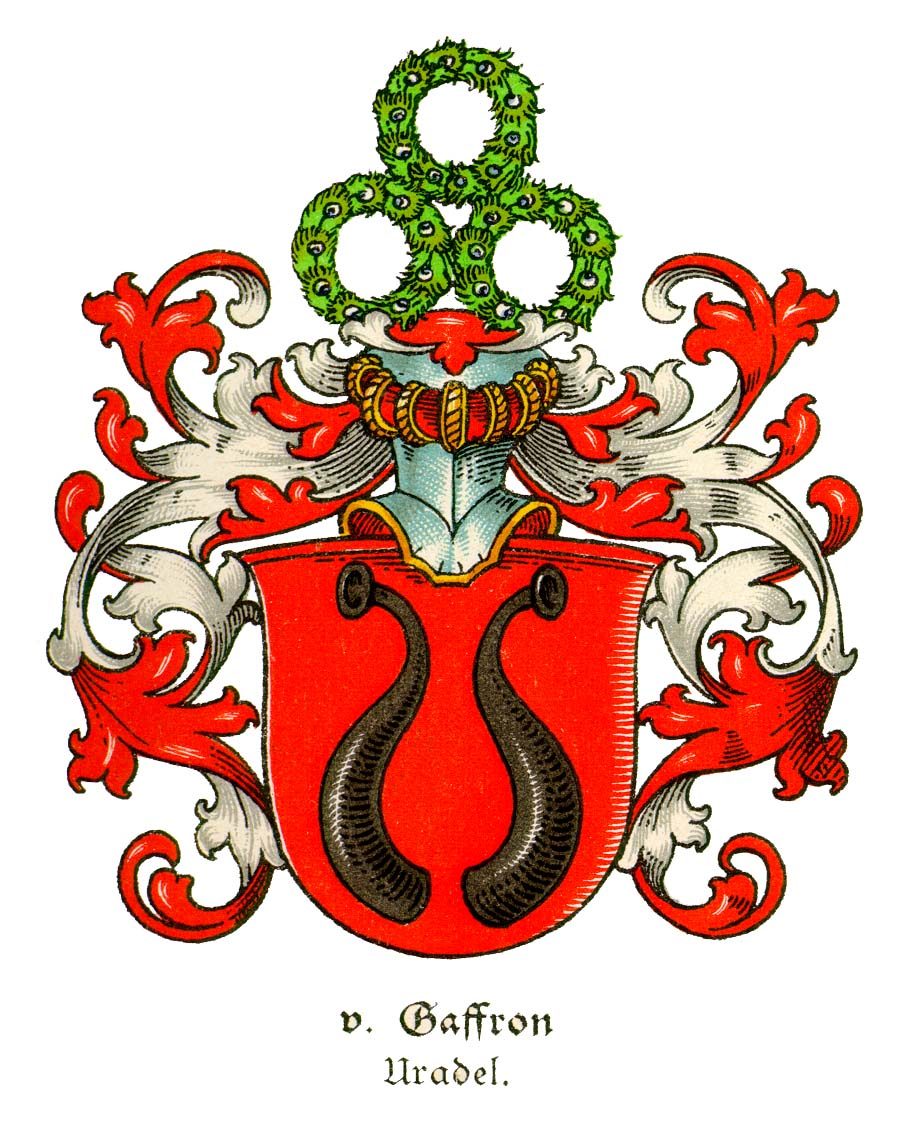
Herb von Gaffron
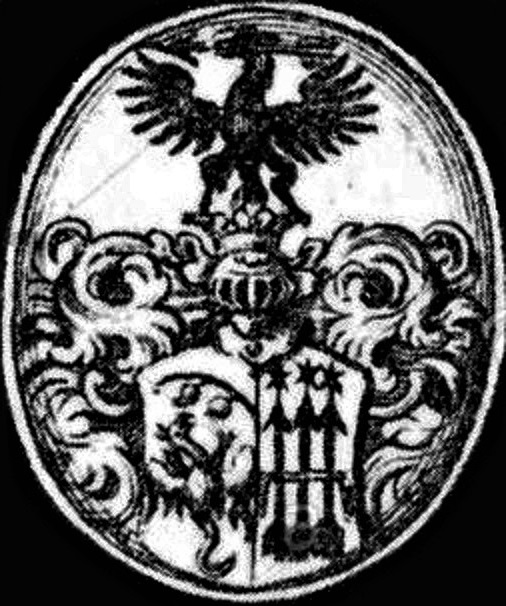
Herb von Lohenstein